# Morcego-rabudo
Tadarida teniotis é uma espécie de morcego da família Molossidae. Pode ser encontrada na Europa, Norte da África, Ásia Menor e Ásia Central. Ocorre também nas Ilhas Canárias e em muitas ilhas mediterrâneas.